# Hyotherium
Lo ioterio (gen. Hyotherium) è un mammifero artiodattilo estinto, appartenente ai suidi. Visse tra il Miocene inferiore e il Miocene superiore (circa 20 - 7 milioni di anni fa) e i suoi resti fossili sono stati ritrovati in Europa e Asia.

## Descrizione
Questo animale doveva assomigliare molto a un piccolo cinghiale. Il peso doveva solitamente aggirarsi intorno ai 60 chilogrammi, e la corporatura era relativamente snella con arti slanciati. Il cranio era fornito di una dentatura bunodonte / brachidonte, con molari a corona bassa. La dentatura era poco specializzata e, al contrario di forme successive come Conohyus, i molari avevano tutti pressappoco la stessa dimensione. Hyotherium differiva da forme di suidi più arcaiche (ad es. Palaeochoerus) in alcune caratteristiche dentarie, tra cui i canini sporgenti verso i lati; il quarto premolare superiore dal metacono ben sviluppato e dal protocono ridotto, entrambi connessi al paracono da una cresta; i molari erano dotati di cuspidi accessorie indipendenti anteriori e centrali. Sembra inoltre che i canini dei maschi fossero più sviluppati. Solitamente i fossili di Hyotherium comprendono denti e frammenti di mandibole e mascelle, e quindi non è sempre possibile determinare le dimensioni dei vari esemplari. 

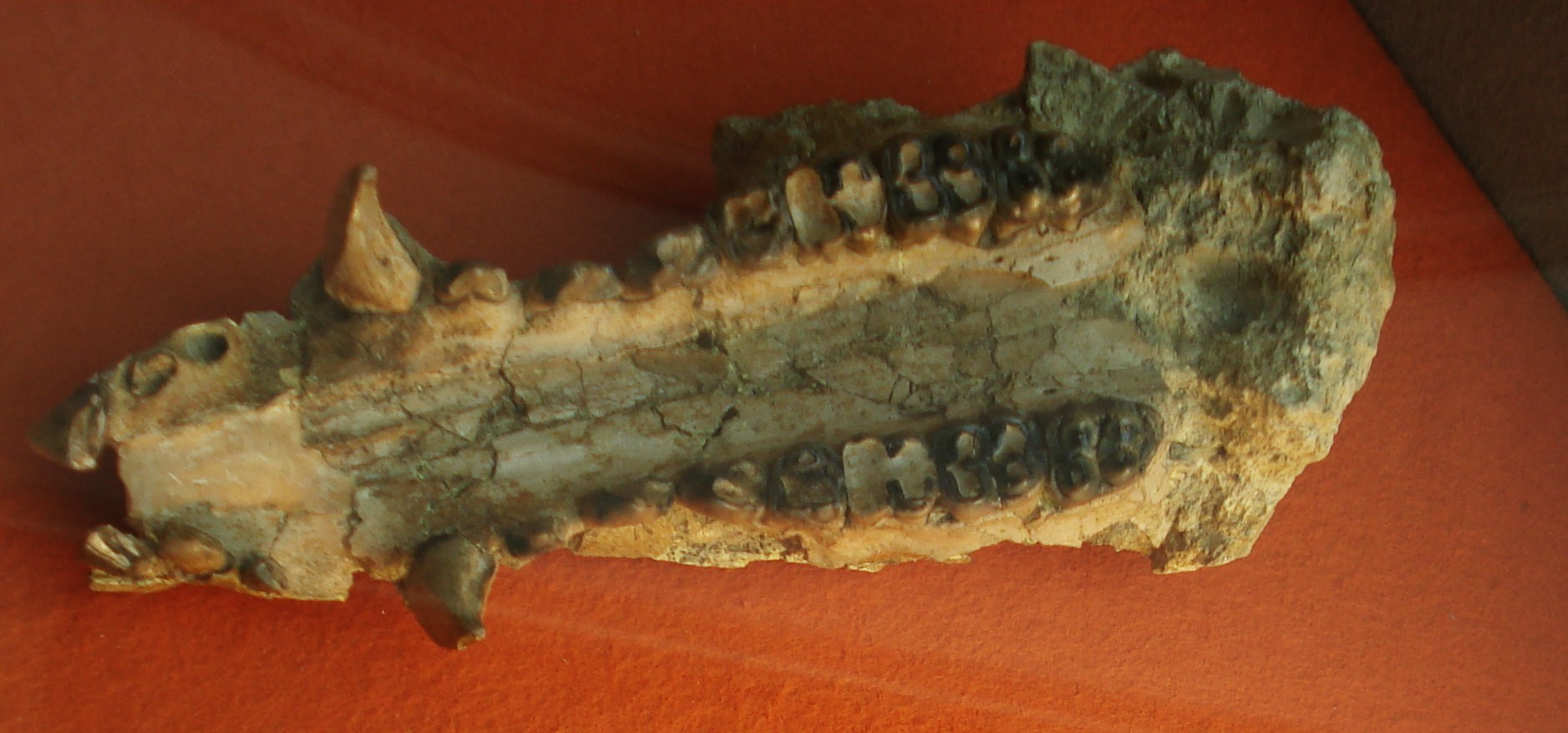
Cranio di Hyotherium soemmeringi

## Classificazione
Hyotherium venne descritto per la prima volta nel 1834 da Hermann Von Meyer, sulla base di fossili incompleti ritrovati in Germania. La specie tipo è Hyotherium soemmeringi. In seguito sono state attribuite numerose altre specie a questo genere, tra cui H. major e H. palaeochoerus; tuttavia, studi più recenti hanno indicato che, nonostante l'ampia distribuzione spaziotemporale, Hyotherium comprendeva solo tre specie valide: la più antica è H. meissneri, diffusa principalmente in Europa; nel corso del Miocene inferiore visse anche H. shanwangense, diffusa in Cina e in Giappone. La più recente è H. soemmeringi, tipica dell'Europa e di dimensioni maggiori. Al genere Hyotherium è stato attribuito con qualche dubbio anche H. insularis, rinvenuto presso Oschiri in Sardegna. Sembra che quest'ultima specie sia giunta in Sardegna circa 20 milioni di anni fa e si sia poi evoluta in isolamento. 

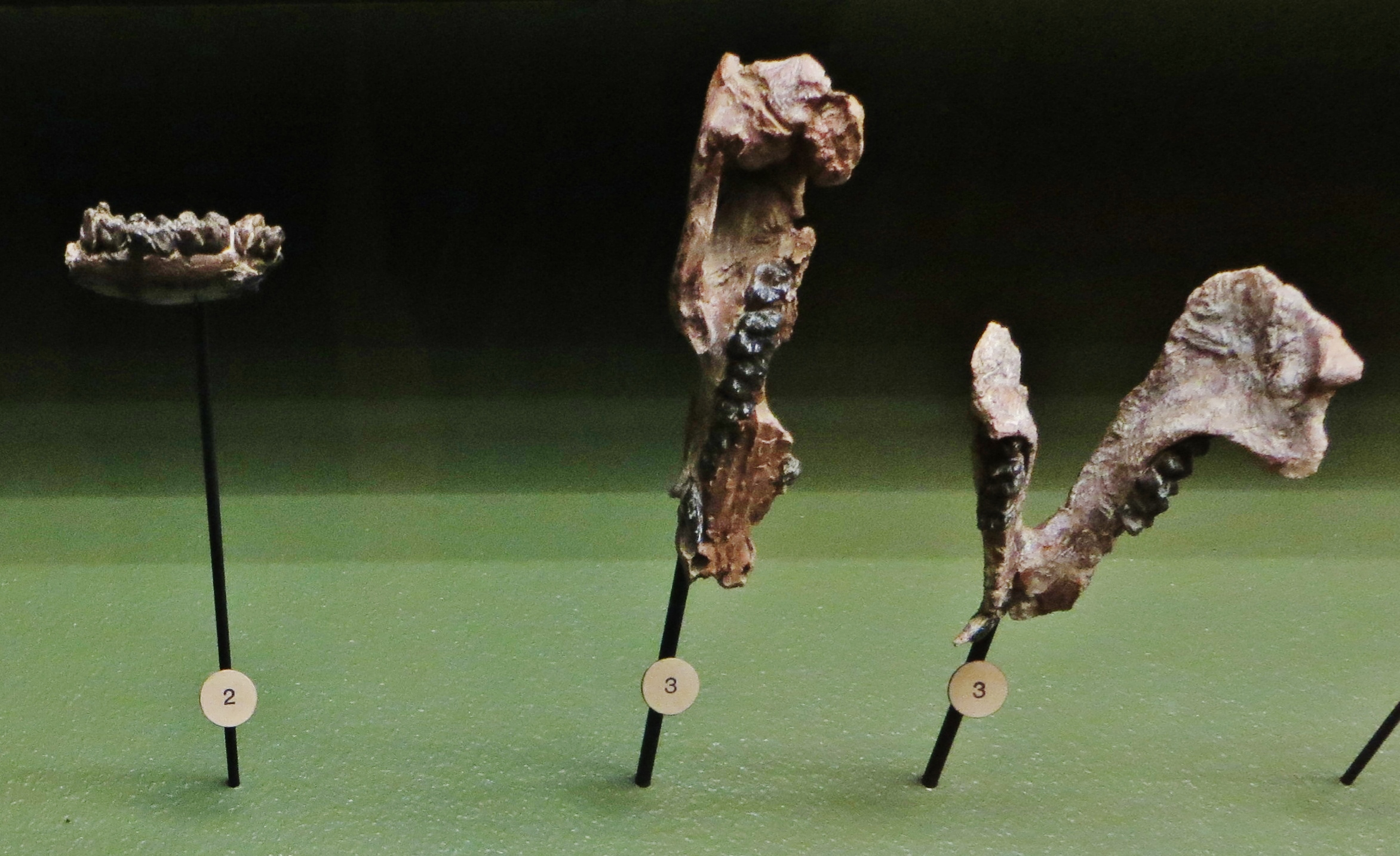
Fossili di Hyotherium meissneri

Hyotherium fa parte della più antica radiazione evolutiva dei suidi, nota come Hyotheriinae, dalla quale hanno in seguito preso origine altre sottofamiglie come i tetraconodonti, i listriodonti e i suini veri e propri. Un altro animale piuttosto simile era Aureliachoerus.